# مارجوری گسترینگ
مارجوری گسترینگ (انگلیسی: Marjorie Gestring; ۱۸ نوامبر ۱۹۲۲ – ۲۰ آوریل ۱۹۹۲) شیرجه‌رو اهل ایالات متحده آمریکا بود.
وی در مسابقات کشوری و بین‌المللی در مجموع برندهٔ ۱ مدال طلا شده‌است.